# Valley Falls, Kansas
Valley Falls är en ort i Jefferson County i Kansas. Vid 2020 års folkräkning hade Valley Falls 1 092 invånare.